# 도널드 더글러스

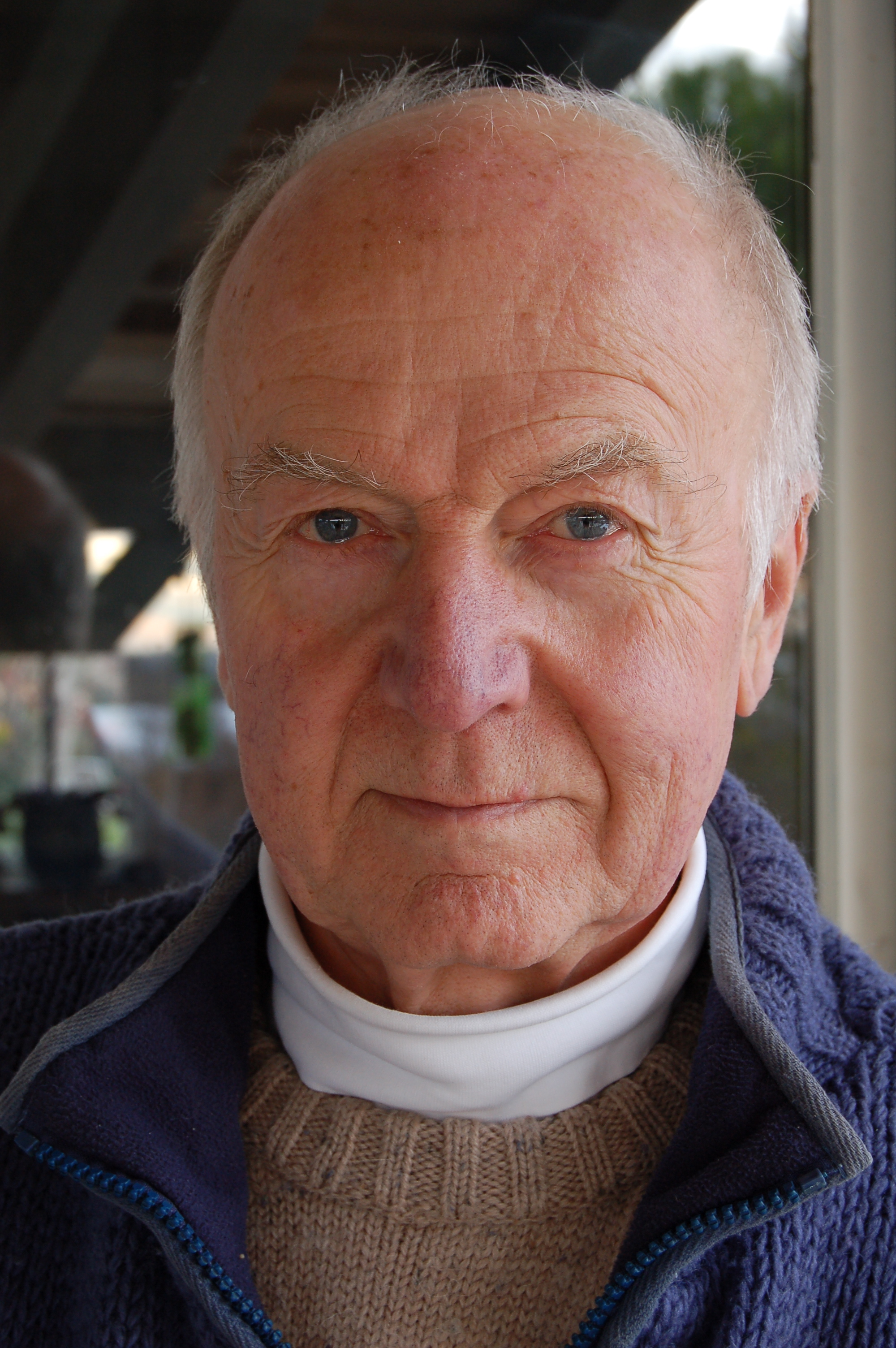

도널드 더글러스(Donald Douglas, 1933년 3월 3일 ~ )는 영국의 배우, 텔레비전 배우이다.
폴커크에서 태어났다.

## 영화
- 길다 (1946년)
- 로얄 스캔달 (1945년)
- 타잔 - 조니 웨이스뮬러 편 9 (1945년)
- 안녕, 내 사랑 (1944년) - 랜델 역
- 쇼 비즈니스 (1944년)
- 당당하게 (1944년)
- 윈터타임 (1943년)
- 나우 보이저 (1942년)
- 운명의 향연 (1942년)
- 앤디 하디의 개인비서 (1941년)
- 요크 상사 (1941년)
- 인간 에디슨 (1940년)
- 세컨드 피들 (1939년)
- 무법자 제시 제임스 (1939년)
- 스파이더스 웹 (1938년)
- 알렉산더의 랙타임 밴드 (1938년)
- 더 우먼 멘 메리 (1937년)
- 네이비 블루 앤 골드 (1937년)
- 트랜서틀랜틱 메리-고-라운드 (1934년)
- 그레이트 가보 (1929년)